# Вестин, Фредрик
Фредрик Вестин (швед. Fredric Westin; 22 сентября 1782[…], Стокгольм — 13 мая 1862[…], Стокгольм) — шведский художник-портретист, наиболее значимый шведский портретист своей эпохи.

## Биография
Уроженец Стокгольма. Учился у Лоренца Паша Младшего и Луи Марелье в Шведской королевской академии художеств в том же городе. В 1808 году получил статус классного художника. В 1812 году был назначен директором Шведского национального музея. В 1815 году он стал вице-профессором Шведской академии художеств , а в следующем году — профессором. В 1828 году Фредрик Вестин возглавил Академию художеств и оставался на этой должности около 12 лет, вплоть до 1849 года. 
Фредрик Вестин не добился европейской известности одного из своих предшественников, Рослина, но значил ничуть не меньше при шведском дворе. Король Карл XIV Юхан (бывший маршал Франции Жан-Батист Жюль Бернадот) неизменно поручал ему самые ответственные заказы. Вестиным были исполнены портреты короля (включая конный портрет в 1838 году), его придворных и членов семьи, а также настенные, потолочные и даже надверные росписи в новых или перестроенных покоях королевских замков и резиденций, таких, как дворец Русендаль и дворец замок Русерберг.
Хотя Вестин обычно не занимался религиозной живописью, в 1828 года он создал запрестольный образ Христа для церкви Святого Иакова после того, как художник  Йохан Густав Сандберг с этой задачей не справился. Однажды попробовав себя в религиозной живописи, Вестин в дальнейшем создал целый ряд других запрестольных образов для шведских церквей а также для лютеранского кафедрального собора города Турку на территории Великого княжества Финляндского в составе Российской империи.

## Галерея

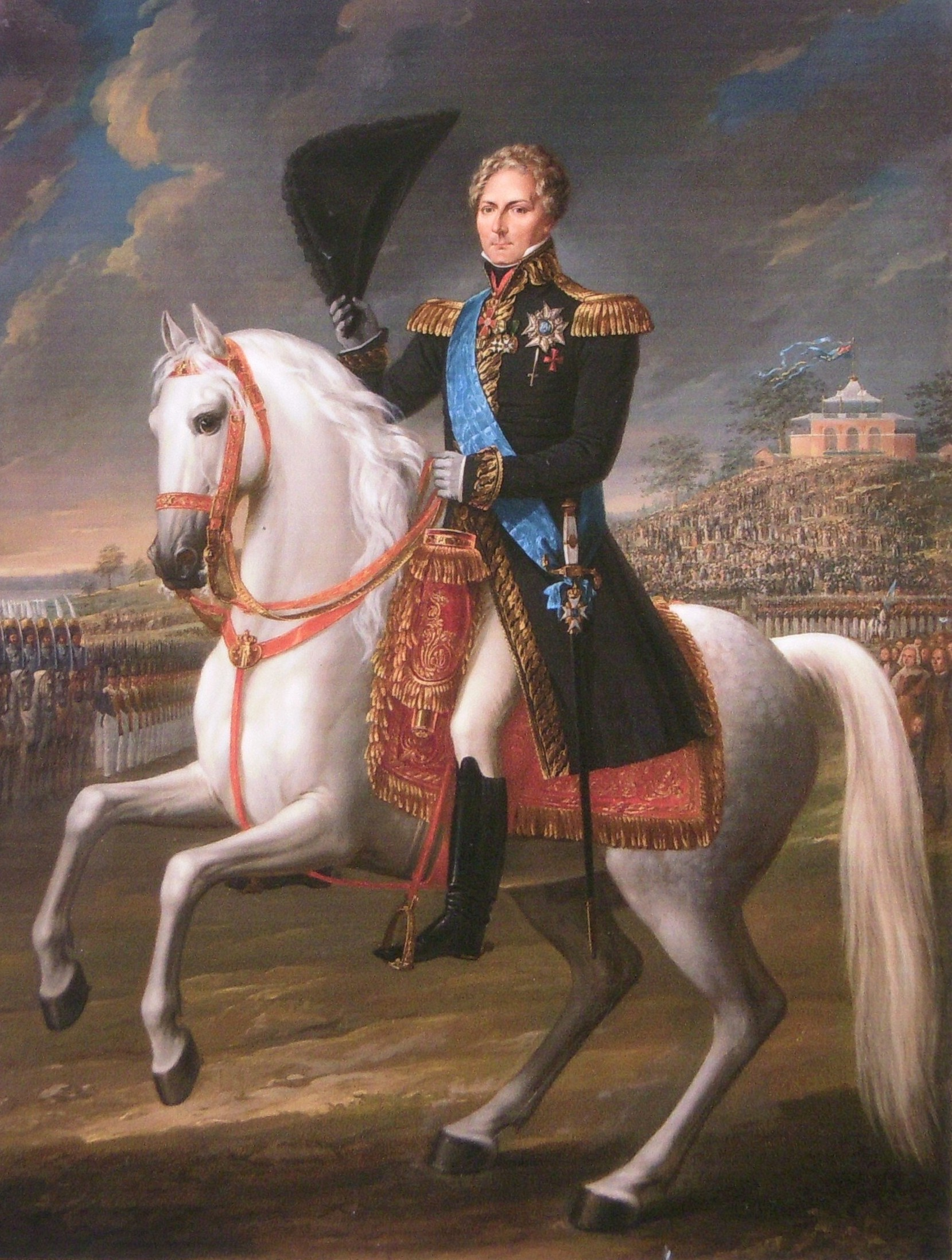
Король Карл XIV Юхан (маршал Франции Жан-Батист Жюль Бернадот)
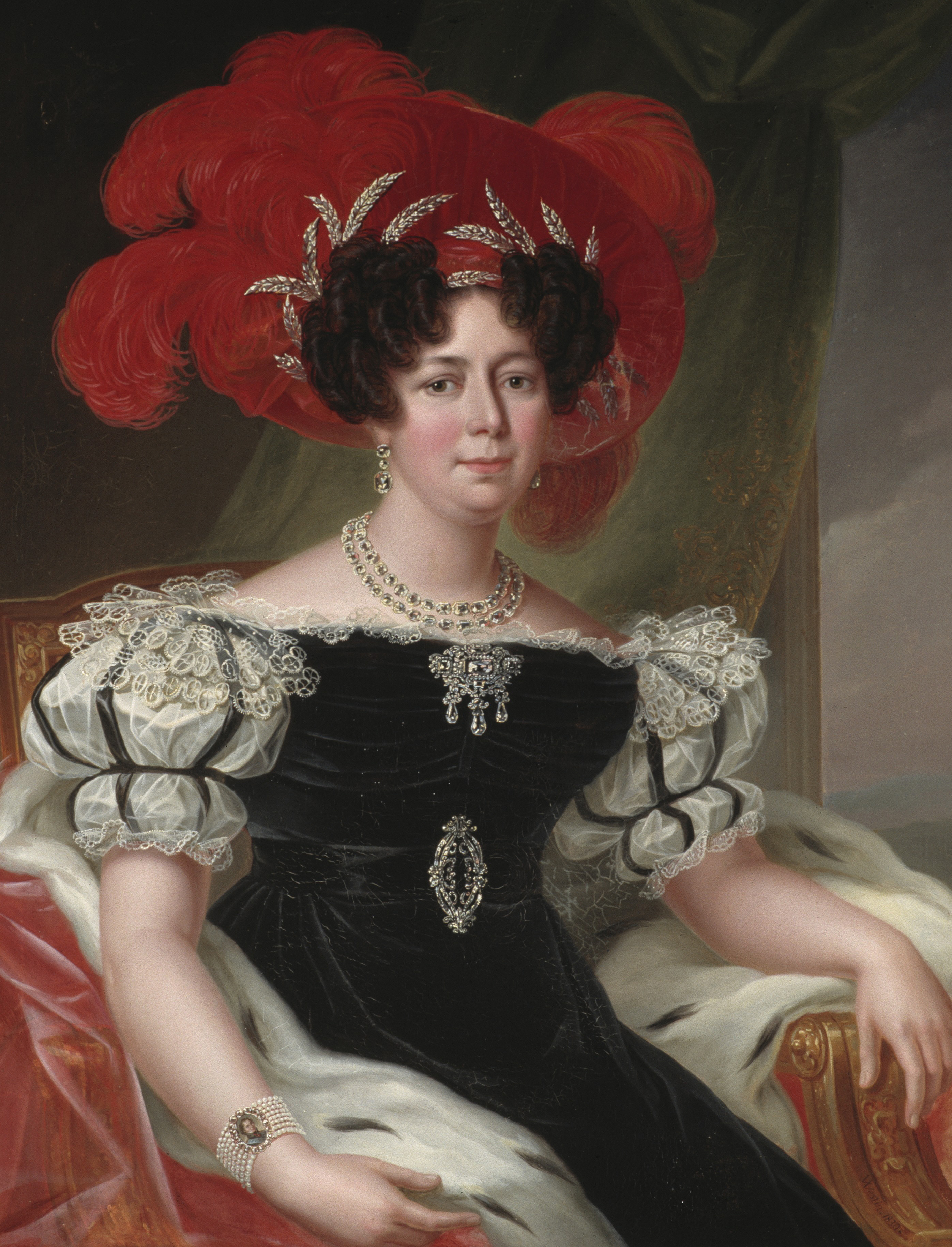
Королева Дезидерия (Дезире Клари)
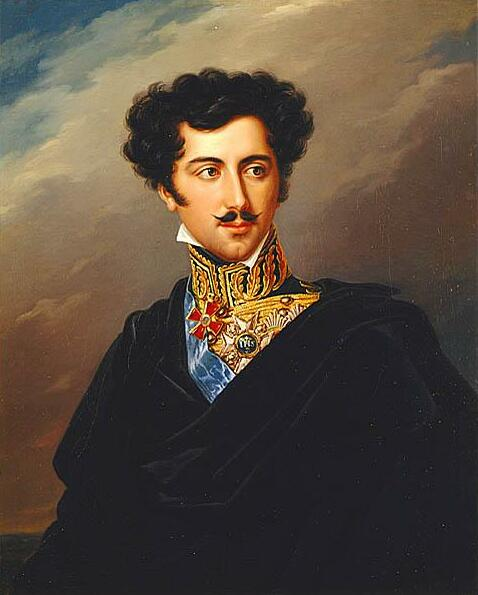
Кронпринц Оскар (1825)
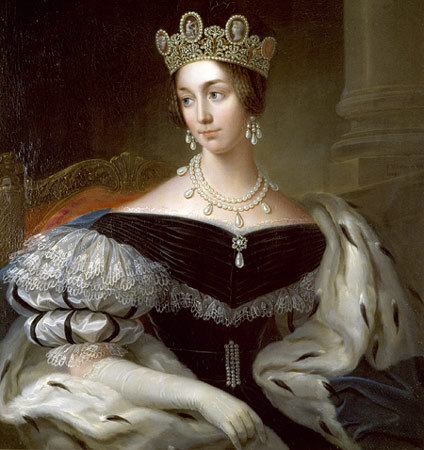
Кронпринцесса Жозефина Лейхтенбергская, супруга кронпринца.